# سرسپرریختان
سرسپرریختان (نام علمی: Cephalaspidomorphi) نام یک رده از بالارده‌ی بی‌آروارگان است.